# Che disgrazia l'ingegno!
Che disgrazia l'ingegno! (Russo: Горе от ума, tradotto anche come "L'ingegno, che guaio!", "Che disgrazia l'intelligenza!") è una commedia in versi di Aleksandr Sergeevič Griboedov che si prende gioco della società moscovita post-napoleonica.
Il dramma, scritto nel 1823 presso Tbilisi, in Georgia, non fu ammesso alla rappresentazione dalla censura; solo parti di esso videro la luce in forma scritta nel 1825. Tuttavia fu letto in pubblico dall'autore a Mosca e a Pietroburgo e circolò in svariate copie, diventando integralmente accessibile al pubblico già nello stesso anno (il testo completo fu ufficialmente stampato, seppure con tagli significativi, nel 1833, dopo la morte dell'autore, e integralmente nel 1861).
La commedia sarebbe divenuta materia di studio obbligatoria nei programmi scolastici dell'Unione Sovietica ed è ancora considerata un classico della drammaturgia in lingua russa. Che disgrazia l'ingegno è ricca di espressioni divenute proverbiali nei paesi di lingua russa, a partire dal titolo stesso. Oggi molte di queste espressioni hanno acquisito una coloritura comica, per via del linguaggio antiquato.

## Linguaggio
La commedia appartiene alla drammaturgia comica classica con antesignani in Molière. Come Denis Fonvizin prima di lui e come i fondatori della scuola del Realismo russo dopo di lui, Griboedov si concentra sui personaggi e sui dialoghi, più che sulla trama. L'architettura drammatica della commedia è debole, rispetto ai dialoghi e alla caratterizzazione dei personaggi, nei quali Griboedov è un vero maestro.
Il dialogo è in versi rimati di lunghezza variabile, nei quali Griboedov riesce a innestare il linguaggio delle conversazioni quotidiane, lavorando in modo straordinario con le rigidità della metrica.